# Cal Teixidor (Artés)
Cal Teixidor és una obra del municipi d'Artés (Bages) inclosa en l'Inventari del Patrimoni Arquitectònic de Catalunya.

## Descripció
Es tracta d'una construcció medieval, part de la fortificació de les antigues muralles del castell i vila d'Artés, habilitada com a habitatge del torretà i posteriorment, al perdre les funcions militars i en època moderna, habilitada i condicionada com a habitatge. La massissa construcció és de tres pisos d'alçada amb una elegant porta adovellada a migdia. La resta d'obertures, són totes finestres modernes.
L'aparell és de pedra ben tallada i regular a les cantonades mentre que és molt més irregular a les parts més baixes de l'edifici mentre que a mesura que augmenta l'alçada augmenta també la seva regularitat. La casa és coberta amb doble vessant i amb el carener paral·lel a la façana de migdia, on sobre la porta.

## Història
És molt probablement, una de les cases més antigues de la vila d'Artés. Deuria tractar-se de la casa del torretà que guardava un dels portals d'accés al recinte fortificat del castell i església, l'únic que encara es conserva. És una massissa construcció datable al segle xv.